# Эль-Прогресо (департамент)
Эль-Прогре́со (исп. El Progreso) — один из 22 департаментов Гватемалы. Находится в центре страны, площадь — 1992 км², население около 150 000 жителей (2007). Административный центр — город Гуастатоя, крупнейший город — Санарате. Граничит на севере с департаментом Альта-Верапас, на востоке с Сакапой, на юго-востоке с Халапой, на юго-западе с департаментом Гватемала и на северо-западе с Баха-Верапас.

## Природные условия
Эль-Прогресо является одним из самых жарких и сухих департаментов страны, иногда он даже упоминается как «Пустыня Гватемалы». В конце XIX века здесь были вырублены большие участки леса для строительства железной дороги. Исключением являются расположенные в северной части департамента горные хребты Сьерра-де-лас-Минас. Также по территории Эль-Прогресо с запада на восток течёт река Мотагуа, самая крупная река в стране.

## Муниципалитеты
В административном отношении департамент подразделяется на 8 муниципалитетов:
- Эль Хикаро
- Гуастатоя
- Морасана
- Сан-Агустин-Акасагуастлан
- Сан-Антонио-Ла-Пас
- Сан-Кристобаль-Акасагуастлан
- Санарате
- Сансаре